# قائمة شركات الطيران القطرية
تحتوي هذه المقالة على قائمة بشركات الطيران القطريَّة.

## شركات الطيران المجدولة
| شركة الطيران          | صورة | الإياتا | الإيكاو | رمز النداء | سنة التأسيس | ملاحظات                                                         |
| --------------------- | ---- | ------- | ------- | ---------- | ----------- | --------------------------------------------------------------- |
| الخطوط الجوية القطرية |      | QR      | QTR     | QATARI     | 1993        | تُعد الناقل الوطني وشركة الطيران التجارية الوحيدة للركاب في قطر. |

## شركات الطيران العارض
| شركة الطيران                 | صورة | الإياتا | الإيكاو | رمز النداء | سنة التأسيس |
| ---------------------------- | ---- | ------- | ------- | ---------- | ----------- |
| هليكوبتر الخليج              |      |         | DOH     |            | 1970        |
| القطرية لطائرات رجال الأعمال |      | QR      | QQE     | QREX       | 2009        |

## شركات الشحن الجوي
| شركة الطيران        | صورة | الإياتا | الإيكاو | رمز النداء  | سنة التأسيس |
| ------------------- | ---- | ------- | ------- | ----------- | ----------- |
| القطرية للشحن الجوي |      | QR      | QAC     | QATAR CARGO | 2003        |

## شركات الطيران الحكومية
| شركة الطيران           | صورة | الإياتا | الإيكاو | رمز النداء | سنة التأسيس |
| ---------------------- | ---- | ------- | ------- | ---------- | ----------- |
| الطيران الأميري القطري |      |         | QAF     | AMIRI      | 1977        |